# Yanick Villedieu
Yanick Villedieu, né le 7 février 1947 à Fère-Champenoise, en France, est un journaliste et un animateur de radio canadien. Il anime de 1982 à 2017 l'émission de culture scientifique Les Années lumière à la première chaîne de Radio-Canada.

## Biographie
Yanick Villedieu fait des études à l’École supérieure de journalisme de Lille, en France. Il s'installe par la suite au Québec.
Il fait ses premières armes en vulgarisation scientifique en lançant un journal à l'Université du Québec.
Il devient rédacteur du magazine Québec Science. Il travaille par la suite pour le magazine télévisé Science-Réalité, l'ancêtre de l'émission télévisuelle de vulgarisation scientifique Découverte.
Il publie des articles scientifiques dans le magazine L'actualité.
Villedieu s'intéresse particulièrement aux domaines de la santé et de la médecine. Il en fera le sujet de trois livres : Demain la santé, La Médecine en observation et Un jour la santé. Il est l'un des journalistes canadiens les plus reconnus sur la question du sida, qu'il suit depuis la découverte du virus au début des années 80.
En 1982, il devient animateur de l'émission Aujourd'hui la science, qui deviendra par la suite Les Années lumière en 1994. L'émission aborde une foule de sujets liés à l'actualité scientifique. Il quitte Les années lumière le 2 juillet 2017 pour prendre sa retraite.

## Œuvres
- Yanick Villedieu (postface Fernand Seguin), Demain la santé : Vivre et mourir au Québec, Québec Science, 1976, 296 p.
- Yanick Villedieu et Berthio, Le Québec sur le pouce, Québec, Éditeur officiel du Québec, 1978, 254 p.
- Yanick Villedieu, La médecine en observation, Boréal, 1991, 298 p. (ISBN 9782890524002)
- Yanick Villedieu, Un jour la santé, Boréal, 2002, 320 p. (ISBN 9782764601679)
- Laurent Drissen et Yanick Villedieu, Chroniques des années-lumière, Multimondes, 2011, 280 p. (ISBN 9782895441816)
- Yanick Villedieu, Le Deuil et la Lumière : Une histoire du sida, Montréal, Éditions du Boréal, 2021, 352 p. (ISBN 9782764626993)
- Yanick Villedieu (ill. Sabrina Gendron), L'oiseau rare, MultiMondes, 2021, 160 p. (ISBN 9782897731649)
- Yanick Villedieu (ill. Sabrina Gendron), À l'école de l'oiseau rare, MultiMondes, 27 septembre 2023, 160 p. (ISBN 9782897733445)

## Prix et distinctions
- Association canadienne des rédacteurs scientifiques (1996, 1994 et 1993)[4]
- Association canadienne des rédacteurs scientifique (2001, 2000, 1999 et 1998)[4]
- Prix Molson de journalisme
- 2002 : Membre honoraire de l'Association des communicateurs scientifiques du Québec[2]
- 2005 : Doctorat honorifique de l'Université d'Ottawa[5]
- 2006 : Grand prix du journalisme des Radios francophones publiques, pour le reportage « La machette et le virus, ou le sida dans le génocide rwandais »[6]
- 2008 : Chevalier de l'ordre national du Québec
- 2014 : Prix Raymond-Charette du Conseil supérieur de la langue française
- 2022 : Prix Hubert-Reeves, catégorie Grand public, pour le livre « Le Deuil et la lumière : une histoire du sida »